# Jason Edwin
Jason Edwin (Saint Thomas, 24 giugno 1981) è un ex cestista americo-verginiano.

## Carriera
Con le Isole Vergini Americane ha disputato tre edizioni dei Campionati americani (2001, 2007, 2009).